# Il Cittadino (quotidiano di Lodi)
Il Cittadino – Quotidiano del Lodigiano e del Sudmilano è un quotidiano di ispirazione cattolica, il più diffuso nel Lodigiano e nel Basso Milanese.
Nacque nel 1890 come settimanale dei cattolici di Lodi e provincia il cui primo direttore fu il giovane sacerdote Luigi Alemanni per diventare, nel 1989, giornale quotidiano di sei numeri settimanali. È diretto dal giornalista Lorenzo Rinaldi. Tra i fondatori vi fu l'avvocato e storico lodigiano Giovanni Baroni (1860-1949).

## Finanziamenti pubblici
Nel 2010 ha incassato 2530638,81 € di finanziamenti pubblici per l'anno 2009.